# 黒岩悟
黒岩 悟（くろいわ さとる、1967年5月2日 - ）は、1980年代後半から1990年代前半にかけて活躍した日本のスピードスケート選手。群馬県立嬬恋高等学校から専修大学を経て、ミズノ入社。群馬県吾妻郡嬬恋村出身。カルガリー五輪代表の黒岩康志は実兄。引退後はミズノスタッフとして活躍中。

## 略歴
- 1988年、地元で開催された国民体育大会（伊香保国体）成年男子A500mに出場。優勝を飾る。同年、全日本学生スピード選手権500m3位、全日本スプリント選手権男子総合6位に入る
- 1989年、W杯ベルリン大会2位
- 1990年、世界スプリント選手権3位
- 2002年、ソルトレイクシティオリンピック日本選手団技術スタッフ
- 2006年、トリノオリンピック日本選手団技術スタッフ